# MT-LB
L’MT-LB (in russo Многоцелевой Тягач Лёгкий Бронированный?) è un veicolo trasporto truppe leggero (APC) cingolato poco noto ma estremamente diffuso negli arsenali dei paesi dell'orbita ex-sovietica. Si distingue per una struttura bassa e sfuggente e per le doti di movimento fuoristrada e, soprattutto, su neve e acqua.

## Struttura
Esso ha una corazza di acciaio da 10 mm, con pannelli saldati in maniera tale da dare una forma balisticamente valida. Il capocarro e il guidatore si dispongono sul lato anteriore, e possono godere di un eccellente campo visivo, dotati come sono di blindovetri e pannelli di acciaio (eventualmente abbassabili in caso di pericolo). L'equipaggio dispone anche di luci infrarosse per la visione notturna (anche se non è chiaro se dispongano di protezione da agenti NBC).
Il motore, diesel, è al centro dello scafo. In questo modo non intralcia né il comparto di guida (costringendo il capocarro a stare dietro il guidatore), né le truppe (private dei portelli di uscita posteriori). In altre parole, il mezzo assomiglia alla configurazione dell'OT-64 cecoslovacco (pur non essendo quest'ultimo cingolato). I cingoli hanno una larghezza elevata, con una pressione sul terreno molto bassa, ideale per muoversi su terreni cedevoli. È anche anfibio, seppure privo di eliche e quindi legato al moto dei cingoli per avanzare a 5 km/h.
Come armamento, tuttavia, non ha lo spazio del BMP e si deve accontentare di una mitragliera leggera, peraltro protetta da una torretta totalmente chiusa. Il vano truppe ha una capacità di carico di 10 uomini e 2 portelli posteriori. Nell'insieme esso è un mezzo idoneo alla prima linea solo se non vi sono molte minacce da affrontare, come nel caso di terreni troppo difficili per altri mezzi più pesanti. Alcuni modelli derivati comprendono il sistema SA-13 ma anche sistemazioni artigianali con le potenti mitragliere ZU-23 sopra lo chassis, per dargli una maggiore mobilità. Innumerevoli altri modelli hanno radar di scoperta campale e apparati elettronici.

## Operatività

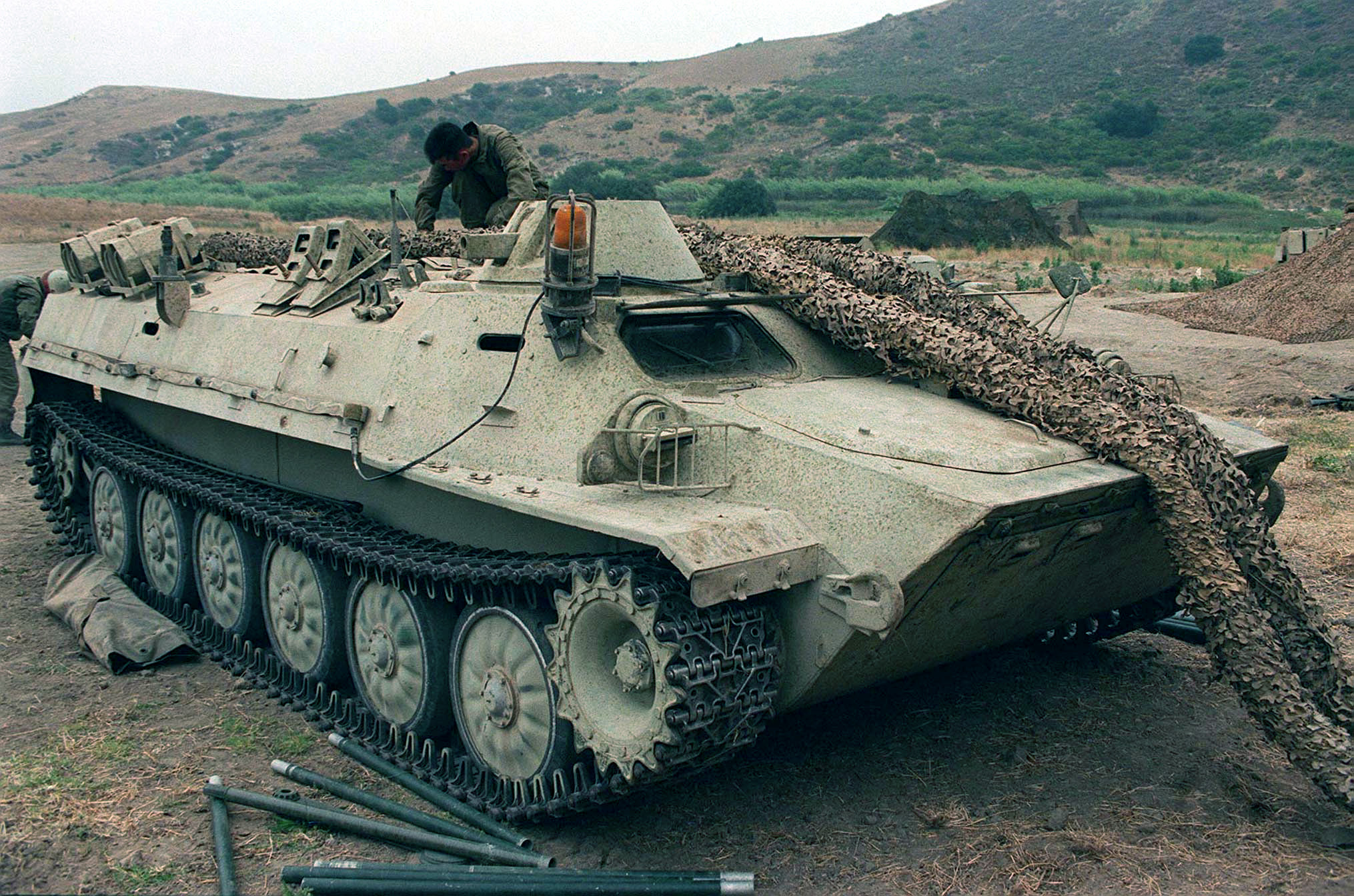
Camuffamento per esercitazione

Entrato in servizio nel 1974 per sostituire i trattori d'artiglieria AT-P vecchi di 30 anni, si ritrovò a ricoprire una moltitudine di ruoli, come quelli di veicolo per genieri, centro di comando mobile, ambulanza ecc. L'MT-LB è un mezzo interessante ed economico, che è stato usato in migliaia di esemplari dai sovietici e molti altri paesi comunisti o clienti dell'URSS. La sua vera utilità è di trattore d'artiglieria (pezzi da 100 e 122 mm), ma anche come mezzo per impiego in climi artici, per trasporto truppa al posto dei BMP. La sua potenza è apparentemente ridotta, per corazza e armamento, ma è ragionevolmente sia spazioso che cingolato (due cose rare da trovare in mezzi sovietici).
La dimostrazione della validità del mezzo può essere indicata anche dal suo acquisto da parte degli svedesi, che approfittando dei mezzi messi in vendita dall'ex-DDR, hanno comprato 350 degli 800 MT-LB. Certamente in questo ha influito l'offerta a prezzi molto convenienti, ma questi mezzi sono effettivamente molto validi nel movimento su terreni nevosi. La sagoma poi è molto bassa e su zone con neve alta è difficile da individuare, il che contribuisce a renderli interessanti in ambito operativo. Un'altra caratteristica particolare è quella di poter cambiare i normali cingoli da 350 mm con altri più larghi (565 mm), così da ridurre la pressione sul suolo e potersi muovere più agevolmente su terreni innevati o fangosi.